# Lorenzo Fernández de Viana
Lorenzo Fernández de Viana Sáenz de Ugarte (Lanciego, 10 de agosto de 1866-Bilbao, 16 de diciembre de 1929) fue un escultor español.

## Biografía
Nació en el seno de una familia campesina de la Rioja Alavesa, aunque parte de su infancia la vivió en Logroño. Allí comenzó a interesarse por la ebanistería y, en 1883, se mudó a Vitoria para formarse en la Escuela de Artes y Oficios. Regentó un taller en la avenida de Santiago. Marchó a Madrid gracias al dinero que le brindó el Ayuntamiento de la ciudad y en la capital pudo aprender del maestro segoviano Aniceto Marinas, con el que se especializó en la escultura.
Aunque siguió residiendo en Vitoria, viajó en varias ocasiones a París, una de ellas para asistir a la Exposición Universal que allí se celebraba. Participó también en varias ediciones de la Exposición Nacional de Bellas Artes, en la que llegó a conseguir menciones honoríficas y medallas.
Fue uno de los seleccionados para trabajar en las obras de la catedral nueva vitoriana, pero sus desencuentros con figuras importantes del proyecto le obligaron a marcharse a Argentina. Regresó a España en 1916 para acomodarse en Bilbao, donde fallecería el 16 de diciembre de 1929, a los 63 años de edad. Antes, llegó a tomar parte en el Primer Congreso de Estudios Vascos que se celebró en la localidad guipuzcoana de Oñate en 1918.